# Библиотека Балтийского моря
Виртуальная библиотека Балтийского моря — общедоступная онлайн-библиотека. Она находится в ведении организации Forum Mare Balticum e.V. и содержит тексты литературного и публицистического характера из стран Балтийского региона, которые доступны в переводе на 14 языков. Перекрёстный перевод текстов на различные языки, на которых говорят в регионе Балтийского моря, служит для установления общего культурного знаменателя и создания всеобъемлющей основы для транснациональной литературной истории региона Балтийского моря.

## История
Идея создания транснациональной библиотеки Балтийского моря пришла к соучредителю и редактору Клаусу-Юргену Лидтке ещё в 1992 году в рамках круиза по Балтийскому морю с участием 400 авторов и во время последующих ежегодных встречь в городе Висбю на острове Готланд. Осенью 2008 года в Международном Доме писателей и переводчиков в Вентспилсе (Латвия) состоялось учредительное собрание редакторов, на котором обсуждались принципы отбора материалов. В начале 2010 года последовал запуск виртуальной библиотеки Балтийского моря, которая содержит тексты авторов из всех стран, граничащих с Балтийским морем, например таких как Астрид Линдгрен, Йоханнес Бобровский или Томас Транстрёмер. Тексты расположены в алфавитном порядке по именам авторам и систематически по географическому расположению. С момента основания онлайн-библиотека постоянно растёт. Регулярно добавляются новые тексты и переводы. Общим критерием отбора текстов разных жанров, таких как проза, поэзия, эссе, является их «балтийскость». Все тексты, опубликованные в Библиотеке Балтийского моря, отражают «балтийскую идентичность», то есть связь с регионом Балтийского моря во всех его ответвлениях, от старых исландских саг до карельской литературы.
Особенностью библиотеки является её открытый характер, Библиотека Балтийского моря находится в свободном доступе.
С 5 по 7 апреля 2011 года в Государственном представительстве земли Шлезвиг-Гольштейн в Берлине проходила конференция на тему «Культурное разнообразие, язык и цифровой контент». Как и сама цифровая библиотека, конференция была направлена на содействие восприятию общей культурной идентичности в регионе Балтийского моря и созданию всеобъемлющей основы для транснациональной литературной истории региона Балтийского моря.

## Награды и проекты
В 2011 году Библиотека Балтийского моря получила «Логотип ARS BALTICA» — знак качества, присуждаемый ассоциацией ARS BALTICA в знак признания и поддержки особо успешных транснациональных культурных и художественных проектов в регионе Балтийского моря.
В декабре 2020 года Библиотека Балтийского моря начала свой проект Nord Stream 3. Это стало возможным благодаря Фонду немецких переводчиков на средства программы Neustart-Kultur Федерального комиссара по культуре и СМИ. В этом контексте осуществляется всестороннее расширение фонда Библиотеки Балтийского моря за счёт включения эссеистических текстов о регионе с 1990 года по настоящее время. Цель состоит в том, чтобы путём перевода исследовать вопрос о том, может ли быть общая идентичность в регионе Балтийского моря, несмотря на все имевшие место исторические ошибки. Основное внимание будет уделяться приграничным регионам и периферии северо-восточной Европы — Лапландии, Карелии, Ингерманландии, Сетумаа, Латгалии, Сувалкскому региону, Мазурии, Кашубии, исторической Ливонии — культуры которых снова и снова подвергались опасности исчезновения.

## Языки
Тексты, опубликованные в Библиотеке Балтийского моря, доступны на 14 языках: датском, немецком, английском, эстонском, финском, исландском, латинском, латышском, литовском, норвежском, польском, русском, саамском и шведском.